# قشلاق اوچ‌قوئی علی‌اکبر
قشلاق اوچ قوئی علی‌اکبر یک روستا در ایران است که در استان اردبیل واقع شده‌است. قشلاق اوچ قوئی علی‌اکبر ۴۰ نفر جمعیت دارد.